# Tossa Rodona
La Tossa Rodona és una muntanya de 2.599 m d'altitud situada al Massís del Carlit, en el límit dels termes comunals de Portè, de la comarca de l'Alta Cerdanya, a la Catalunya del Nord, i de Merens, del parçan del Sabartès, pertanyent al País de Foix.
Està situat a la zona nord-oriental del terme comunal de Portè i al sud del de Merens. És a prop al nord-oest de la Portella de la Coma d'en Garcia i, més llunyana, del Cap de Llosada.
És destí freqüent de moltes de les rutes d'excursionisme o d'esquí de muntanya del Massís del Carlit.